# Joseph Parecattil
Joseph Parecattil (1912 - 1987) là một Hồng y người Ấn Độ của Giáo hội Công giáo Rôma. Ông nguyên là Chủ tịch Ủy ban Giáo hoàng vể Chỉnh sửa Giáo luật về các Giáo hội Đông phương, Chủ tịch Hội đồng các Giám mục của Ấn Độ [C.B.C.I] và Chủ tịch Hội đồng Giáo hội Công giáo nghi lễ Syro-Malabar. Hồng y Parecatti cũng là một nghị phụ tham dự đầy đủ bốn giai đoạn của Công đồng Vatican II và tham dự hai mật nghị Hồng y: Mật nghị Hồng y tháng 8 năm 1978 và Mật nghị Hồng y tháng 10 năm 1978, chọn Giáo hoàng Gioan Phaolô I và Giáo hoàng Gioan Phaolô II.

## Tiểu sử
Hồng y Parecattil sinh ngày 1 tháng 4 năm 1912 tại Kidangoor, Ấn Độ. Sau quá trình tu học dài hạn tại các cơ sở chủng viện theo giáo luật, ngày 24 tháng 8 năm 1939, Phó tế Parecattil tiến tới việc được truyền chức linh mục. Vị linh mục tân chức được truyền chức bởi Giám mục Bernardo Regno, O.S.B., Giám mục chính tòa Giáo phận Kandy. Đặc biệt, tân linh mục là thành viên linh mục đoàn Tổng giáo phận Ernakulam, một tổng giáo phận theo nghi lễ Syro-Malabar.
Ngày 28 tháng 10 năm 1953, ở tuổi 41, linh mục Parecattil được chọn làm Giám mục Phụ tá cho Tổng giáo phận Ernakulam (nghi lễ Syro-Malabar), tước danh Hiệu tòa Arethusa dei Siri. Vị giám mục tân chức đã được cử hành các nghi thức truyền chức vào ngày 30 tháng 11 sau đó. Ba giáo sĩ tham dự vào nghi thức truyền chức gồm có chủ phong Eugène-Gabriel-Gervais-Laurent Tisserant, Hồng y Niên trưởng Hồng y Đoàn. Hai vị phụ phong gồm có Joseph Attipetty, Tổng giám mục Tổng giáo phận Verapoly, nghi lễ Latinh và Giám mục George Alapatt, Giám mục chính tòa Giáo phận Trichur, nghi lễ Syro-Malabar. Tân giám mục chọn châm ngôn:Da quod jubes.
Ba năm sau đó, vị giám mục Phụ tá đã được chọn làm Tổng giám mục Tổng giáo phận Ernakulam. Mười ba năm sau khi đảm nhận vị trí Tổng giám mục, ngày 30 tháng 4 năm 1969, với Công nghị Hồng y, Giáo hoàng Phaolô VI vinh thăng Tổng giám mục Parecattil tước vị Hồng y Nhà thờ Santa Maria “Regina Pacis” a Monte Verde. Từ năm 1969 đến năm 1985, ông là Chủ tịch Hội đồng Giáo hội Công giáo nghi lễ Syro-Malabar. Sau khi thăng tước Hồng y, năm 1972, ông được chọn làm Chủ tịch của Ủy ban Giáo hoàng vể Chỉnh sửa Giáo luật về các Giáo hội Đông phương. Từ năm 1972 đến năm 1978, ông là Chủ tịch Hội đồng các Giám mục của Ấn Độ [C.B.C.I.].
Ngày 30 tháng 1 năm 1984, ông từ nhiệm vị trí Tổng giám mục tại Ấn Độ, sau đó ít lâu, đến năm 1987, ông cũng từ nhiệm luôn vị trí tại Giáo triều Rôma. Ít lâu sau đó, ngày 20 tháng 2 năm 1987, ông qua đời, thọ 75 tuổi.